# Frank Ongfiang
Frank Ongfiang, właśc. Frank Olivier Ongfiang (ur. 6 kwietnia 1985 w Jaunde) – kameruński piłkarz, grający na pozycji pomocnika.

## Kariera piłkarska

### Kariera klubowa
Urodzony w Kamerunie, jako dziecko wyjechał do Francji, gdzie wychował się w klubie Girondins Bordeaux. W 2002 rozpoczął piłkarską karierę we włoskim klubie Venezia, skąd przeszedł do US Palermo. Jednak nie potrafił przebić się do podstawowego składu i został wypożyczony najpierw do AC Cesena, a potem do AC Martina. 1 lipca 2005 przeniósł się do tunezyjskiego Espérance Tunis. W 2007 został piłkarzem Al-Ain FC, a w następnym roku odszedł do Alahly Tripoli. W marcu 2011 podpisał kontrakt z ukraińską Zirką Kirowohrad. 30 listopada 2011 klub anulował kontrakt z piłkarzem. Wiosną jako wolny agent podpisał nowy kontrakt z bangladeskim Sheikh Russel KC.

### Kariera reprezentacyjna
W 2005 roku w reprezentacji Kamerunu U-20 był kapitanem swojego zespołu w młodzieżowych mistrzostwach Afryki. Do 2007 występował w młodzieżowej reprezentacji Kamerunu U-23.